# ケンテ
ケンテ（kente）とは、ガーナの男性が「ブーバ」というシャツの上に着る一枚布をサリーのように身にまとった民族衣装。
長く続いたイギリスの植民地支配からの独立後に出来たもので、ガーナの独立はアフリカ大陸で初のブラック・アフリカンが自ら勝ち取った独立として記念すべきものであった。ケンテの色彩には独立運動への誇りと、国土への愛情が込められている。
民族の団結や民族意識の高揚を目指して作り出された典型的な「新しい民族衣装」の一つである。

## ケンテの布地
ケンテは手織りで四種類のパターンを織り出した幅8~10cm長さ3m超の細長い布を24枚接ぎ合せて作る大きな一枚の布を、右肩を露出して体にゆったりと巻きつける貫禄のある民族衣装である。ガーナでは布地を織るのは男性の仕事である。
ガーナの国旗に使われているような鮮やかな原色の美しい生地で、ガーナでは晴れ着や室内装飾などとしても用いるが高価なため「アディンクラ」と呼ばれるプリント木綿の代用品がある。
色彩にはそれぞれ意味があり、赤は自由のために流された血を、黄はガーナで採掘されていた黄金を、緑は自然を、青は海を、黒はアフリカの民としての自由を表現している。
2024年にその職人芸がユネスコ無形文化遺産として登録された。

## ギャラリー

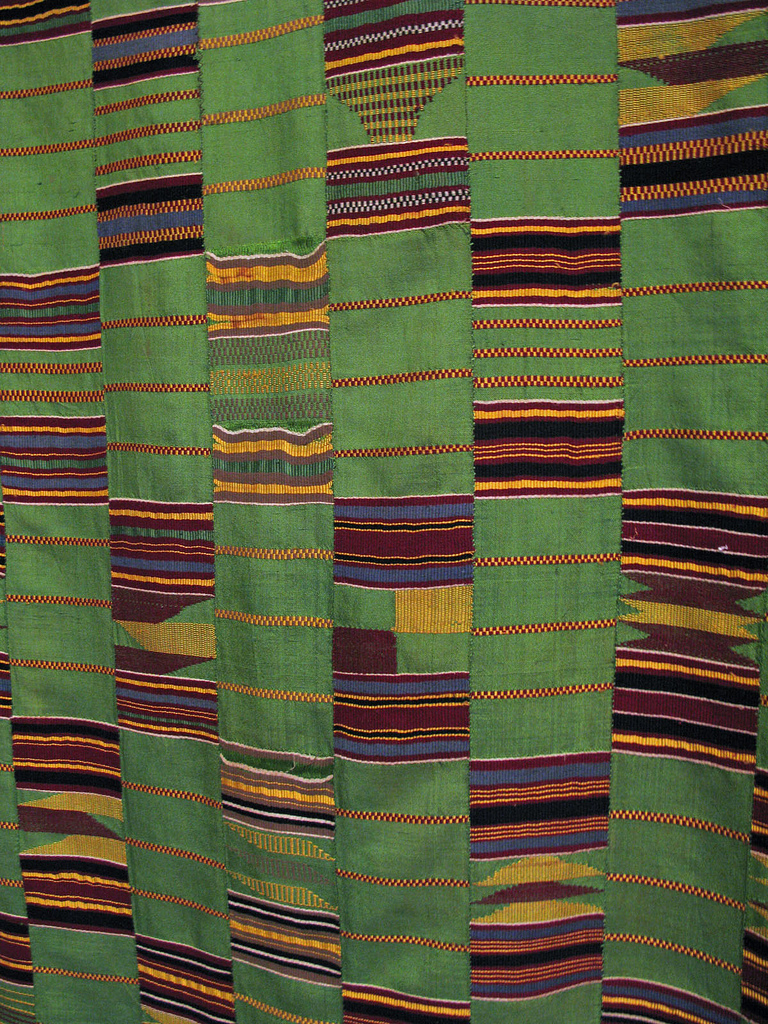
Kent cloth probably Ewe Ghana c 1986
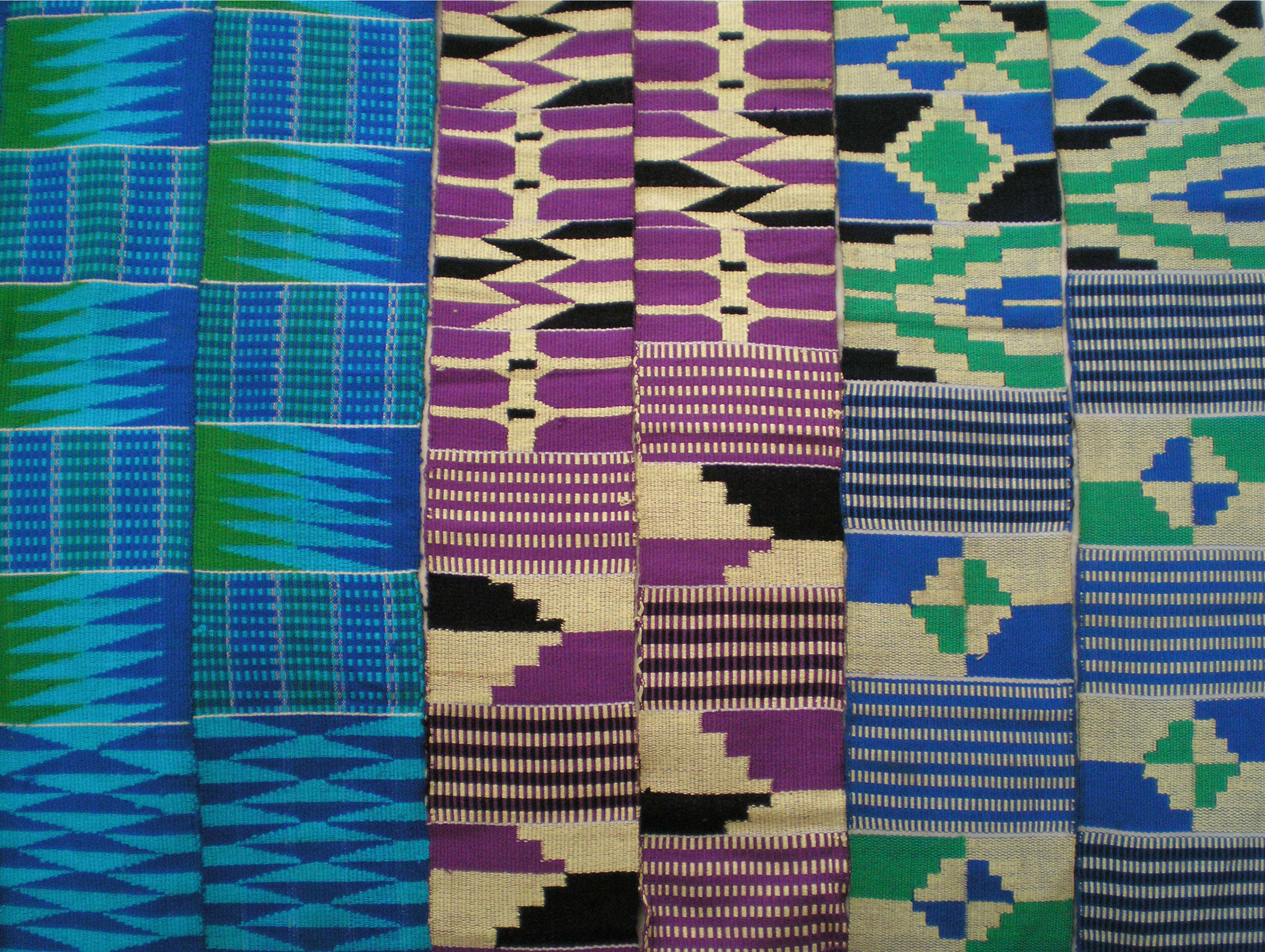
Ewe kente stripes, Ghana